# نظریه محذوریت رهبری
تئوری محذوریت رهبری یکی از مفاهیم شناخته‌شده در میان محافل تندروی حامی سید علی خامنه‌ای است که بحث علنی در مورد آن، در زمان ریاست جمهوری سید محمد خاتمی به عرصه مطبوعات کشیده شد.
مطابق این تئوری، رهبر ایران به خاطر مسئولیت رسمی خود، دارای محذوریت‌های داخلی و بین‌المللی متعددی است و در نتیجه، امکان بیان همه دیدگاه‌ها و فرمان‌های خود را ندارد.
معتقدان به این تئوری می‌گویند که پیروان رهبر، به همین علت نباید تنها ظاهر سخنان وی را مبنای عمل قرار دهند و باید بکوشند با پی بردن به «خواسته‌های قلبی» ولی فقیه، این خواسته‌ها را برآورده کنند.

## نظر دیگران
- خود سید علی خامنه‌ای در پاسخ به نماینده «اتحادیه انجمن‌های اسلامی دانشجویان مستقل دانشگاه‌های سراسر کشور» که پرسید: «آیا برخی اظهار نظرها که عنوان می‌شود نظر رهبری در جلسات خصوصی است، صحیح است یا خیر؟» گفت: سخن رسمی بنده آن چیزی است که از من در دیدارهای مختلف با مردم و مسوولان می‌شنوید، ممکن است به دلائلی از جمله (جلوگیری از) آگاه شدن دشمن مصلحت نباشد چیزی را بیان کنم، ولی این بدان معنی نیست که خلاف واقع را بیان می‌کنم.[۲]
- محمدتقی مصباح یزدی  در همین ارتباط به صراحت می‌گوید: «فهمیدن نظرات مقام رهبری معظم انقلاب کار ساده‌ای نیست و باید از طریق قراین و سخنان از اصل نظراتشان مطلع شد»[۳]
- ابوالقاسم خزعلی:بعد از اظهارات مشهور سید علی خامنه‌ای در دفاع از سید محمد خاتمی، در دیداری با سید علی خامنه‌ای به او گفته‌است: «شما فرمودید من صددرصد رئیس‌جمهور را تأیید می‌کنم. این مطلب، خیلی دنباله دارد. ما نمی‌توانیم این را کنترل کنیم. تا ما بخواهیم جایی صحبت کنیم، بلافاصله می‌گویند: آقا ایشان را صددرصد تأیید کردند.» به گفته آقای خزعلی، آیت‌الله خامنه‌ای در پاسخ به او تأکید کرده که به خاطر شرایط حساس کشور از رئیس‌جمهور حمایت کرده تا دولت با مشکل مواجه نشود، اما افزوده: «این بدان معنا نیست که شما انتقاد نکنید. شما اگر مطلبی دارید بگویید و انتقاد کنید.»[۴]